# Protapanteles salepus
Protapanteles salepus är en stekelart som först beskrevs av Papp 1983.  Protapanteles salepus ingår i släktet Protapanteles och familjen bracksteklar. Inga underarter finns listade i Catalogue of Life.